# 京花優希
京花 優希（きょうか ゆうき、5月15日 - ）は、日本の女性声優。山口県下関市出身。ケンユウオフィス準所属。

## 略歴
2018年4月にオブジェクト所属。2019年10月末日にオブジェクトを退所。フリーランスを経て2020年4月からケンユウオフィスに所属。

## 人物
声種はアルト。方言は長州弁。
趣味としてイラスト、カフェめぐり、旅行、特技として空手、ピアノ、ヴァイオリン、湯切りを挙げている。
資格は空手道初段、実用英語技能検定準二級。

## 出演
太字はメインキャラクター。

### テレビアニメ
2018年
- Caligula -カリギュラ-（女性 ニュースキャスター）

2019年
- 消滅都市（ナオヤ）

2020年
- ブラッククローバー（デビル・ビリーバー）
- 魔法科高校の劣等生 来訪者編（北山紅緒、進人類フロント構成員）

2021年
- 五等分の花嫁∬（女の子、竹林）
- ドラえもん（テレビ朝日版第2期）（2021年 - 2023年、アシスタント、女性アナウンサー、壺の声）
- 回復術士のやり直し（リフレ）
- 怪病医ラムネ（館内放送、水月〈幼少期〉）
- 魔法科高校の優等生（ももか）
- TSUKIPRO THE ANIMATION 2（観客）

2022年
- 東京24区（蒼生ショウタ〈小学生〉、魚壱番妻）
- 錆色のアーマ-黎明-（幼少 ルカ）
- リアデイルの大地にて（シャイニングセイバーの騎士D、村人B）
- 最遊記RELOAD -ZEROIN-（妖怪）
- BIRDIE WING -Golf Girls' Story-（2022年 - 2023年、キャスター） - 2シリーズ
- 最近雇ったメイドが怪しい（使用人B、生徒A、生徒B）
- デュエル・マスターズ WIN（2022年 - 2024年、アナウンサー、坪根さん、中学生女子、アニー、店員、桜風妖精ステップル、ディッシュ＝ウィッシュ、チャラ・ルピア、アシスター・Mogi 林檎、クルト娘、ド:トヤッキ、猫、カレンの友達C、聖沌忍者 クーソクゼーシキ、幼いカイザ） - 2シリーズ
- VAZZROCK THE ANIMATION（妓女）

2023年
- UniteUp!（千紘の母）
- THE MARGINAL SERVICE（ウエイトレス、女性キャスター、ネイリスト、店員、エミ）
- 夢見る男子は現実主義者（店員）
- 『ヒプノシスマイク-Division Rap Battle-』Rhyme Anima +（キャスター、客、ファン、子供、特殊部隊）
- 盾の勇者の成り上がり Season3（錬の親友）
- はめつのおうこく（マードア）
- ウマ娘 プリティーダービー Season 3（観客）

2024年
- 結婚指輪物語（猫人戦士）
- クレヨンしんちゃん（ニワトリA）
- 名探偵コナン（女性店員）
- 声優ラジオのウラオモテ（女性ファン、女子生徒、女性声優）
- 凍牌〜裏レート麻雀闘牌録〜（かなちゃん）

2025年
- カードファイト!! ヴァンガード Divinez（インタビュアー）
- ウィッチウォッチ（女性、少年、女子生徒、アナウンサー、女子1）
- 黒執事 -緑の魔女編-（村人）
- ポケットモンスター（司会のお姉さん）
- 神椿市建設中。（神椿學園生徒B、避難放送、防災無線）
- 青春ブタ野郎はサンタクロースの夢を見ない（卯月の母）
- 彼女、お借りします（ホテルスタッフ、スタッフ）

### 劇場アニメ
- 映画 五等分の花嫁（2022年、中野零奈、竹林）
- プリンセス・プリンシパル Crown Handler 第3章（2023年、侍女頭）
- 青春ブタ野郎はおでかけシスターの夢を見ない（2023年、卯月の母）

### Webアニメ
- 明日の滅亡計画（2020年、ファイ、プサイ）

### ゲーム
2017年
- ガールズリボーン-生まれ変わった美少女-（ドラゴン、モリアン）
- ぎゃる☆がん だぶるぴーす（韮真央子、斎藤由佳）
- スマッシュ&マジック（ファニー、ツィティー、ノンノ）
- ナイツクロニクル（プランスア）
- モンスターストライク（2017年 - 2024年、カメハメハ）

2018年
- イケメン戦国◇時をかける恋 新たなる出逢い
- クルセイダークエスト シーズン2 エピソード2（ローレライ）
- 城とドラゴン（リリス、リリス子分）

2019年
- 快感♥フレーズCLIMAX -NEXT GENERATION-（ボイトレ講師）
- ガンビット（チビクロ）
- Re:三国志 もえしょう物語（馬雲緑、于吉、華佗）

2020年
- アサシン クリード ヴァルハラ
- コール オブ デューティ ブラックオプス コールドウォー（ウィリアム、アリス 他）
- デュエル・マスターズ プレイス（超神星ヴィーナス・ラ・セイントマザー、ビトレイヤル・ドラグーン妖蟲麗姫ドナ、エメラルド・ミスト 他）
- LYN:The Lightbringer（レイナ、シャイン、魔女クエル）

2021年
- ウマ娘 プリティーダービー
- けものフレンズ3（オーロックス）
- Black Survival ブラックサバイバル:永遠回帰（Adriana）

2022年
- アルケミストガーデン

2023年
- 魔界戦記ディスガイア7（ヤヤカ、他）
- ホグワーツ・レガシー（クレシダ・ブルーム、アストリア・クリケット、他）
- WILD HEARTS（湊の人々）
- 大航海時代 Origin
- 白猫プロジェクト（エルァルゥ、カヌリカン）
- ファイナルファンタジーXVI
- 桜花の季　稲荷原流香は　七不思議　あかずの部室　解き明かす（稲荷原瑠羽）
- 陰陽師本格幻想 RPG（御明かし、チュチュ）
- 時空の絵旅人（幼少期のロタツ、他）

2024年
- ファイナルファンタジーVII リバース
- 百英雄伝 (クイン）
- カルドアンシェル（レティ、リリィコンバール、メロウ）
- ウィッチ・アンド・リリィズ（ジョブキャラクター）

### ドラマCD
- 永遠神剣 第三章 悠久のユーフォリア ハイレゾ・コンテツ BOOK VOL.1

### 吹き替え

#### 映画
2017年
- シンクロニシティ（ヘレン、ウェイトレス）
- 冷たい嘘（トリニー）

2019年
- バンブルビー（ラジオニュース女性）
- ビヨンド・ザ・スピード（サンドラ）

2020年
- フィール・ザ・ビート（クリストファー）

2021年
- 愛すべき夫妻の秘密
- スイートガール
- ザ・パージ:魔法少女狩り（ジェン〈ルル・アンタリスカ〉）
- フライト・キャプテン 高度1万メートル、奇跡の実話（ヤンホエ 他）

2022年
- ソー:ラブ&サンダー（恐れる母親）
- キャメラを止めるな!（エドウィナ）
- ジュラシック・ワールド/新たなる支配者
- ムーンフォール（オークレア〈マキシム・ロイ〉、幼いソニー）
- プリンセス: ルーパー（アネタ）
- ニューオーダー（マリアン・ノベロ〈ナイアン・ゴンサレス・ノルビンド〉）
- リベンジ・クイーン 封神：妲己（妲己〈ジリアン・チョン〉）

2023年
- アレックスとチュパ
- ジョージ・フォアマン: 45歳のヘビー級チャンピオン（メアリー、ジェイソン 他）
- シン・アナコンダ（グレイス〈エミリア・トレロ〉）

2024年
- ダンピール 血の覚醒（ヴェルマ、クロエ、ハーラン少年、ミクロシュ 他）
- ロスト・フライト（ボニー・レイン〈ダニエラ・ピネダ〉）
- ロマンス in スタイル（ライザ〈ジョルジャ・ケイデンス）
- スノーマンに恋して（メーガン、クレア 他）

2025年
- ウィキッド ふたりの魔女

#### ドラマ
2017年
- SUPERGIRL/スーパーガール（ショーン）
- MACGYVER/マクガイバー（ガブリエラ）

2020年
- POWER/パワー ブックII:ゴースト（ローレン）
- BULL/ブル4 法廷を操る男 #6（秘書）
- ラスト・キッズ・オン・アース シーズン3

2021年
- チェサピーク海岸 シーズン5（マーガレット・ケラー）
- レジデント 型破りな天才研修医 シーズン3 #15（ルーシー）

2022年
- ゴシップガール シーズン2（シェルビー）
- こちらベスト探偵団 #4（ルカ）,10（ゾーヤ）
- ダーマー モンスター：ジェフリー・ダーマーの物語（ジェフリーの幼少期、サンドラ）
- ファーストレディ（ジェーン、ロレイン）
- 二十五、二十一（チョン・ダヨン 他）
- マダム・セクレタリー シーズン4 #18（アフィア 他）
- ムーンナイト
- 未成年裁判
- にわかパパと娘の夏休み（ジェリ）
- ラ・ブレア（ヴェロニカ〈リリー・サンティアゴ〉）
- LAW & ORDER:性犯罪特捜班 シーズン13〜15（アマンダ・ロリンズ〈ケリー・ギディッシュ〉）

2023年
- 配達人 ～終末の救世主～（配達人4-1）
- パワー（ナターシャ 他）
- ブラック・ミラー シーズン6 #3（リリーとサリー）,#4（アナウンサー）
- イカゲーム: ザ・チャレンジ（フィギー 他）
- パーシー・ジャクソンとオリンポスの神々

2024年
- 推定無罪（ジェイデン・サビッチ〈チェイス・インフィニティ〉）
- マイ・レディ・ジェーン（ベス〈アビー・ハーン〉）
- ワイルドカード〜捜査バディは天才詐欺師!?〜 #1（パリヨニ 他）
- フェロー・トラベラーズ（ベッツィ、ジェニー 他）
- 損するのは嫌だから（ミンジ 他）
- 1分1秒の軌跡（ヒルダ）
- クルーエル・インテンションズ（ディアドラ〈ヴィネッサ・ショウ〉）
- ノー・グッド・ディード～麗しの家～（サラ〈ポピー・リウ〉）

2025年
- ハウス・オブ・ダビデ（メラブ〈ヤリ・トポル・マルガリス〉）
- ザ・レジデンス（リリー・シューマカー〈モリー・グリッグス〉）
- マーサー教授の殺人事件簿（フィービー〈モリー・クンツ〉）

#### アニメ
- スーパーナチュラル・アカデミー（ジェサの親友、テラ）
- Marvel's M.O.D.O.K.（モニカの娘 カーミラ 他）
- ニモーナ（幼少期のバリスター 他）
- ヒーマンとマスターズ・オブ・ユニバース（クラス/ラム・マム）
- 百妖譜（男の子、女の子、女）
- ラスト・キッズ・オン・アース（無線機、クッション）

### ボイスオーバー
- 奇跡体験!アンビリバボー
- GET SPORTS
- BECOMING〜目指す自分になるために（クリスティーナ・ボッシュ）

### ナレーション
- シナガワンダーロード

### CM
- アニメイト（ナレーション）
- イケメン戦国◇時をかける恋（ナレーション）

### ボイスコミック
- あやかしトライアングル（風巻祭里〈女〉）
- ウィッチウォッチ（若月ニコ）
- 大人はわかってくれない。（有馬颯）
- キスまで、あと1秒。（2018年、先輩）

### その他コンテンツ
- マイナビTV OP映像

### シリーズ一覧
1. ↑  Season 1（2022年）、Season 2（2023年）
2. ↑  第1期（2022年 - 2023年）、第2期『決闘学園編』（2023年 - 2024年）

### 初出話一覧
1. 1 2  第5話初出
2. ↑  第1226話初出
3. ↑  第1122話初出
4. ↑  第7話初出
5. ↑  第9話初出
6. 1 2  第10話初出
7. ↑  デラックス編 第9話初出
8. 1 2  第1話初出
9. ↑  第4話初出
10. ↑  第13話初出
11. ↑  第18話初出
12. 1 2  第2話初出
13. ↑  第95話初出
14. ↑  第0話初出
15. ↑  第3話初出
16. ↑  第43話初出
17. ↑  第44話初出